# バーソロミュー郡 (インディアナ州)
バーソロミュー郡（英: Bartholomew County）は、アメリカ合衆国インディアナ州の中央部南に位置する郡である。2010年国勢調査での人口は76,794人であり、2000年の71,435人から7.5%増加した。1900年の国勢調査ではアメリカ合衆国の人口重心が郡内に在った。郡庁所在地はコロンバス市（人口44,061人）であり、同郡で人口最大の都市でもある。
バーソロミュー郡はその全体でコロンバス大都市圏を構成している。

## 歴史
バーソロミュー郡は1821年2月12日に設立され、郡名はティッペカヌーの戦いで負傷したジョセフ・バーソロミューに因んで名付けられた。郡庁所在地の場所は1821年2月15日に選定委員会によって選ばれたが、名前はやはりティッペカヌーの戦いに参戦したジョン・ティプトンに因んでティプトナが提案された。3月20日にコロンバスという名前が採用された。

### 郡庁舎
現在のバーソロミュー郡庁舎は1870年から1874年に225,000ドルの費用を掛けて、コロンバスのマコーマック・アンド・スウィーニーが建設した。
建築家アイザック・ホッジソンの設計によっていた。ホッジソンは1826年にアイルランドのベルファストで生まれ、1848年にアメリカ合衆国に移民してきていた。他にもヘンリー郡庁舎など州内で6郡の庁舎を設計した。
この庁舎は大半がレンガ造りであり、第二フランス帝国様式に典型的な二重屋根構造をしている。非対称の"L" 字形をしており、市内の2つの大通りに面するようになっている。東側ファサードにある碑文には郡長、建築家および日付が記されている。
今日、建築家チャールズ・ローズが設計したバーソロミュー郡退役兵記念碑が郡庁舎の隣にある。

## 地理
アメリカ合衆国国勢調査局に拠れば、郡域全面積は409.52平方マイル (1,060.7 km2)であり、このうち陸地406.91平方マイル (1,053.9 km2)、水域は2.62平方マイル (6.8 km2)で水域率は0.64%である。キャンプ・アターベリが郡の北西隅を占めている。

バーソロミュー郡図

### 主要高規格道路
- 州間高速道路65号線
- アメリカ国道31号線
- インディアナ州道7号線
- インディアナ州道9号線
- インディアナ州道11号線
- インディアナ州道64号線
- インディアナ州道58号線

#### 鉄道
- ルイビル・アンド・インディアナ鉄道

### 隣接する郡
- シェルビー郡 - 北東
- ディケーター郡 - 東
- ジェニングス郡 - 南東
- ジャクソン郡 - 南
- ブラウン郡 - 西
- ジョンソン郡 - 北西

## 気候と気象
近年、郡庁所在地であるコロンバス市の平均気温は1月の19°F (-7 ℃) から7月の86°F (30 ℃) まで変化している。過去最低気温は1912年1月に記録された-27°F (-33 ℃) であり、過去最高気温は1934年7月に記録された111°F (44 ℃) である。月間降水量は2月の2.63インチ (67 mm) から5月の4.63インチ (118 mm) まで変化している。

## 郡政府
郡政府は憲法による政体であり、インディアナ州憲法とインディアナ州法典によって特別の権力を認められている。

### 郡政委員会
郡政委員会は郡政府の立法府であり、郡の歳出や歳入を管理している。委員は郡内の選挙区から選出され、任期は4年間である。給与、年間予算、特別支出を設定する責任がある。郡レベルで所得税や資産税、消費税、サービス税を課する限定付き権限があるが、所得税と資産税は州の承認を要する。

### 行政委員会
行政委員会は郡政府の行政府である。委員は郡全体を選挙区に選出され、任期は4年間で2年毎に半数が改選される。委員の一人、通常は最も経験のある者が議長になる。行政委員会は郡政委員会が決めた法を実行し、税金を集め、郡政府の日々の機能を管理する責任がある。

### 郡裁判所
郡は幾らかの民事訴訟を扱うことのできる小規模裁判所を維持している。判事は4年間任期で選出され、インディアナ州法廷弁護士協会の会員でなければならない。判事を補助するのがコンスタブルと呼ばれる法執行官であり、やはり4年間任期で選出される。特定の事件における判決に対しては、州レベルの巡回裁判所に控訴できる。

### 郡政府役人
上記以外に、保安官、検視官、監査官、財務官、登記官、測量師および巡回裁判所事務官が選挙で選ばれている。任期は4年間であり、郡政府の異なる部門を監督している。郡政府に選ばれる役人は支持政党を公にすることが求められ、また郡の住人でなければならない。
バーソロミュー郡はアメリカ合衆国下院議員インディアナ州第6および第9選挙区に属している。インディアナ州議会上院では第41選挙区に属しており、下院では第57、第59および第65選挙区に属している。

## 人口動態
以下は2000年国勢調査による人口統計データである。
| 基礎データ - 人口: 71,435人 - 世帯数: 27,936 世帯 - 家族数: 20,058 家族 - 人口密度: 68人/km2（176人/mi2） - 住居数: 29,853軒 - 住居密度: 28軒/km2（73軒/mi2） 人種別人口構成 - 白人: 94.17% - アフリカン・アメリカン: 1.83% - ネイティブ・アメリカン: 0.15% - アジア人: 1.9% - 太平洋諸島系: 0.04% - その他の人種: 0.96% - 混血: 0.95% - ヒスパニック・ラテン系: 2.24% 先祖による構成 - ドイツ系：25.4% - アメリカ人：25.2% - イギリス系：11.7% - アイルランド系：9.1% | 年齢別人口構成 - 18歳未満: 26.5% - 18-24歳: 7.7% - 25-44歳: 29.7% - 45-64歳: 24.0% - 65歳以上: 12.1% - 年齢の中央値: 36歳 - 性比（女性100人あたり男性の人口） - 総人口: 96.6 - 18歳以上: 93.9 世帯と家族（対世帯数） - 18歳未満の子供がいる: 33.9% - 結婚・同居している夫婦: 58.6% - 未婚・離婚・死別女性が世帯主: 9.7% - 非家族世帯: 28.2% - 単身世帯: 24.0% - 65歳以上の老人1人暮らし: 8.8% - 平均構成人数 - 世帯: 2.52人 - 家族: 2.98人 収入と家計 - 収入の中央値 - 世帯: 44,1847米ドル - 家族: 52,097米ドル - 性別 - 男性: 38,350米ドル - 女性: 24,652米ドル - 人口1人あたり収入: 21,536米ドル - 貧困線以下 - 対人口: 7.3% - 対家族数: 5.9% - 18歳未満: 9.2% - 65歳以上: 7.9% |

## 郡区
バーソロミュー郡は下記12の郡区に分割されている。
| - クレイ - クリフティ - コロンバス - フラットロック | - ジャーマン - ハリソン - ホークリーク - ジャクソン | - オハイオ - ロッククリーク - サンドクリーク - ウェイン |

## 都市と町
| - コロンバス - 郡庁所在地 - クリフォード - エディンバラ - エリザベスタウン | - ハーツビル - ホープ - ジョーンズビル - テイラーズビル |

### 未編入の町
| - アザリア - バーンズビル - コーンブルック - ガーデンシティ - グラマー - ローウェル - マウントヘルシー | - ニューバーン - ノースオジルビル - ノースクリフ - ノートンバーグ - オジルビル - オールドセントルイス - ピーターズビル | - ロスタウン - ラグビー - セントルイスクロッシング - ストーニーローンサム - ウェールズボロ - ウェイマンズビル - ウェインズビル |

### 廃村
- カンザス
- サウスベサニー

## 教育
郡内の公共教育はバーソロミュー統合教育法人とフラットロック・ホークリーク教育法人が管轄している。郡で初の授業料免除公立チャーター・スクールであるコロンバス・インターナショナルスクールは2009年から2010年の学校年度に開校した中高一貫学校である。この学校は卒業資格を与える国際バカロレア学校である。